# Parapasiphae macrodactyla
Parapasiphae macrodactyla är en kräftdjursart som beskrevs av Fenner A. Chace 1939. Parapasiphae macrodactyla ingår i släktet Parapasiphae och familjen Pasiphaeidae. Inga underarter finns listade i Catalogue of Life.